# Ferdinand Haase
Julius Ferdinand Joachim Haase (* 31. Mai 1814 in Stralsund; † 4. Oktober 1850 bei Friedrichstadt) war ein deutscher Orgelbauer in Stralsund.

## Leben
Julius Ferdinand Joachim Haase wurde am 31. Mai 1814 in Stralsund geboren. Über seine Ausbildung als Orgelbauer herrscht Unklarheit. Am 1. August 1840 wurde er Bürger der Stadt Stralsund. Dort wird er als „Originarii“, also als „Gebürtiger“, genannt. Er wurde als Schenkwirt, nicht als Orgelbauer, ins Bürgerbuch eingetragen. Am 13. September 1840 heiratete er in Grimmen seine Frau Amalie Luisa Josephine Mathilde geb. Diek. Den beiden wurde mindestens ein Kind geboren: Franz Friedrich August Haase (* 28. Juli 1843 in Stralsund; † 21. Juli 1881 ebd.).
Später arbeitete er zusammen mit Johann Friedrich Nerlich als Orgelbauer. In Patzig ist an der Orgel die Aufschrift „Nerlich & Haase“ zu finden. Sein Name wurde auch im Zusammenhang mit der Orgel der Klosterkirche St. Johannis in Stralsund genannt. Gemäß der Inhaltsangabe einer Akte im Stadtarchiv Stralsund sollen Haase und Nerlich eine Orgel für das Johanniskloster erbaut haben. Demgegenüber schreibt Dietrich W. Prost nur davon, dass „Orgelbauer Nerlich und sein Mitarbeiter Haase“ 1845 die Stellwagen-Kindten-Orgel des Johannisklosters mit negativem Ergebnis begutachtet hätten. Dietrich W. Prost schreibt abermals über die Orgel der Johanniskirche: „Im ,Arbeitshaus‘ stand in der Mitte des vorherigen Jahrhunderts eine Orgel von Nerlich und Haase, die zunächst in der Johanneskirche aufgestellt und dort Sachverständigen vorgeführt worden war.“
1849 sollte er „wegen Verbreitung aufrührerischer Plakate“ zur gerichtlichen Verantwortung gezogen werden. Im Frühjahr 1850 wurde Haase als Gastwirt mit eigenem Haus erwähnt. Am 4. Oktober 1850 fiel er im Kampf. Seine Frau ließ folgenden Text in der Stralsundischen Zeitung veröffentlichen: „Ferdinand Haase, Orgelbauer und Gastwirth, hat als Jäger seinen ruhmvollen Tod gefunden bei Friedrichstadt in Schleswig am 4ten October 1850. […] Josephine Haase, Witwe.“ Die Schlacht bei Friedrichstadt am 4. Oktober 1850 war die letzte große Schlacht der Schleswig-Holsteinischen Erhebung von 1848 bis 1851. Wo er bestattet worden ist, ist bislang unklar.

## Werkliste (Auswahl)
Es ist noch nicht endgültig geklärt, bei welchen Orgelbauten von Johann Friedrich Nerlich, Ferdinand Haase mitwirkte.
| Jahr | Ort       | Gebäude         | Bild | Manuale | Register | Bemerkungen |
| ---- | --------- | --------------- | ---- | ------- | -------- | --- |
| 1844 | Stralsund | Arbeitshaus     |      | I/P     | 10       | „Im ‚Arbeitshaus‘ stand in der Mitte des vorherigen Jahrhunderts eine Orgel von Nerlich und Haase, die zunächst in der Johanneskirche aufgestellt und dort Sachverständigen vorgeführt worden war.“ Der Verbleib der Orgel ist unklar. |
| 1845 | Stralsund | Johanniskloster |      | ?       | ?        | Begutachtung der vorhandenen Orgel von Stellwagen, 1865 Neubau (II/P/22) durch Friedrich Albert Mehmel. |
| 1846 | Patzig    | St. Margarethen |      | I/aP    | 8        | Firmenschild „Nerlich & Haase“, Orgel erhalten, im Jahre 2000 restauriert. |